# Zap Comix

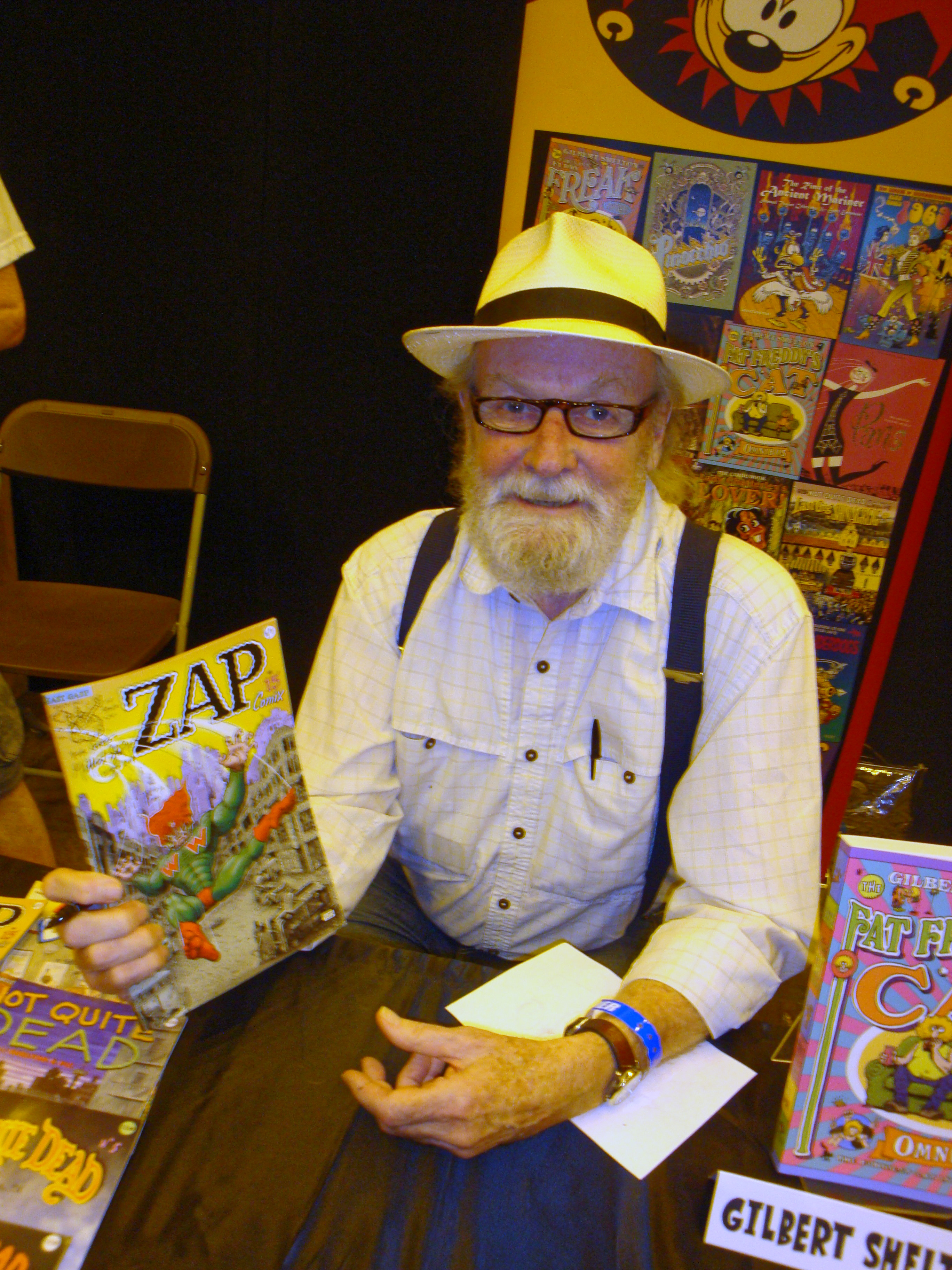
Gilbert Shelton en la edición del 2013 de la London Film and Comic Con.

Zap Comix es una publicación emblemática del cómic underground de Estados Unidos que surgió, relacionado con la contracultura juvenil, a finales de los años sesenta.
El primer número de Zap, en formato comic-book, apareció en San Francisco a comienzos de 1968, consagrado por entero a la obra del autor de cómics satíricos Robert Crumb. Aunque no fue el primer comic-book underground en ser editado, Zap se convirtió en la principal referencia para todas las publicaciones underground. El propio Crumb había dibujado una entrega anterior de Zap, pero las demoras en su impresión hicieron que apareciese con posterioridad al número 1, por lo que se publicó como Zap #0.
Tras el éxito del primer número, Crumb invitó a colaborar en Zap a muchos otros artistas, como S. Clay Wilson, Robert Williams, "Spain" Rodríguez, y dos dibujantes que se habían labrado una reputación como autores de pósteres psicodélicos, Victor Moscoso y Rick Griffin. Este grupo de autores, incluido el propio Crumb, fue el habitual en las siguientes entregas de la publicación, que aparecieron esporádicamente (la última entrega, Zap #15, corresponde a 2005; entre esta y la anterior habían pasado seis años). Más adelante colaboraría también el dibujante Paul Mavrides
Si bien no se conoce con seguridad el origen de la denominación "comix" para referirse al cómic underground, de lo que no cabe duda es que la palabra llegó a generalizarse gracias a Zap Comix.
A causa de su contenido transgresivo, la publicación fue objeto de numerosas denuncias por obscenidad, especialmente a causa de su número 4.
En España fueron editados 13 números por E.J.B. en 1980.
- Datos: Q2708084